# جوناثان بيرنير
جوناثان بيرنير هو لاعب هوكي جليد كندي، ولد في 7 أغسطس 1988 في لافال في كندا.

## وصلات خارجية
- جوناثان بيرنير على موقع دوري الهوكي الوطني (الإنجليزية)
- جوناثان بيرنير على موقع قاعة مشاهير الهوكي (لاعب أن.إتش.أل) (الإنجليزية)
- جوناثان بيرنير على موقع EliteProspects.com (الإنجليزية)
- جوناثان بيرنير على موقع Eurohockey.com (الإنجليزية)
- جوناثان بيرنير على موقع HockeyDB.com (الإنجليزية)
- جوناثان بيرنير على موقع Hockey-Reference.com (الإنجليزية)